# Adolph Kaiser
Adolph C. Kaiser, auch Adolf Kaiser, (* 1804 in Geisa, Thüringen; † 21. April 1861 in Weimar) war ein deutscher Zeichner und Landschaftsmaler.

## Leben
Ersten Malunterricht erhielt Kaiser in Weimar. Ab 1825 studierte er an der Akademie der Bildenden Künste München, doch schon 1826 sandte ihn Großherzog Carl August als Stipendiat nach Italien, wo Kaiser als Schüler an der Mailänder Akademie aufgenommen wurde. Den Winter 1828/29 verbrachte Kaiser in Rom, wo er an der Gründung des dortigen Kunstvereins beteiligt war.
Nachdem Kaiser nach Weimar zurückgekehrt war, wurde er 1833 Lehrer und im folgenden Jahr Professor am dortigen Zeicheninstitut. Trotz dieser Anstellung musste Kaiser seinen Unterricht häufiger unterbrechen und auf Reisen nach Auftraggebern suchen, um sein Gehalt aufzubessern.

## Ausstellungen
- 1977: Es ist nur ein Rom in der Welt: Zeichnungen und Bildnisse deutscher Künstler in Rom um 1800, Wallraf-Richartz-Museum, Köln[2]
- 2009: Vom Spätmittelalter bis zur Neuen Sachlichkeit: die Gemälde im Lenbachhaus München, Lenbachhaus München